# Gilipo
Gilipo (griego antiguo: Γύλιππος) fue un general espartano del siglo V a. C. Era el hijo de Cleándridas, quien había sido expulsado de Esparta por aceptar sobornos de Atenas en 446 a. C. y se había establecido en Turios. Su madre fue quizás una hilota.

## Vencedor ante Atenas en Siracusa
Cuando Alcibíades urgió a los espartanos a enviar un general para dirigir la resistencia siracusana contra la expedición ateniense, Gilipo fue el general nombrado (414 a. C.), y su llegada dio un giro a la contienda. Más audaz que Nicias, el comandante ateniense al que se enfrentaba, consiguió desplazar a los atenienses de sus ubicaciones estratégicas y romper el sitio. Cuando Atenas envió a Demóstenes con refuerzos, Gilipo también le derrotó, provocando el fracaso de la campaña ateniense en Siracusa.
Diodoro, siguiendo probablemente a Timeo de Tauromenio, lo representa induciendo a los siracusanos a dictar sentencia de muerte sobre los generales atenienses cautivos. Pero en contra de lo anterior están las declaraciones de Filisto, un siracusano que tomó parte él mismo en la defensa, y de Tucídides, según las cuales trató, sin éxito, de salvar sus vidas, deseando llevarlos a Esparta como trofeos de su victoria.

## Dirigente espartano corrupto
Gilipo, como su padre, cayó en un escándalo financiero. En 405 a. C., Lisandro le envió a Esparta con el dinero remanente de la subvención de Ciro para la prosecución de la guerra, al que se añadía el botín de sus campañas. Tenía que entregar a los éforos en Esparta una inmensa suma, que Diodoro estima en mil quinientos talentos de plata. El dinero estaba en pequeñas bolsas selladas, y cada una contenía una escítala cifrada donde figuraba la cantidad de plata contenida. Gilipo, ignorante de estas escítalas, no pudo resistir la tentación y, sin romper los sellos, descosió el fondo de cada bolsa y se llevó parte del dinero (unos trescientos talentos). Al llegar a Esparta escondió ese dinero bajo el tejado de su casa, entregando a los éforos el resto en sus bolsas aparentemente intactas. Pero los éforos, al descifrar las escítalas, encontraron que las bolsas no contenían el dinero que debían contener, y quedaron perplejos hasta que un siervo de Gilipo les indicó el escondite del dinero que faltaba.
Gilipo, descubierto, huyó de Esparta y marchó al exilio. Fue condenado a muerte in absentia.